# Zuoz
Zuoz é uma comuna da Suíça, no Cantão Grisões, com cerca de 1.239 habitantes. Estende-se por uma área de 65,62 km², de densidade populacional de 19 hab/km². Confina com as seguintes comunas: Bergün/Bravuogn, La Punt-Chamues-ch, Livigno (IT - SO), Madulain, Pontresina, S-chanf.
A língua oficial nesta comuna é o Alemão.
Zuoz, situada na região de Maloja, tem preservado de forma exemplar o seu património histórico.

## Património
- Igreja calvinista de São Luzi
- Café Badilatti.